# Winkelmann-Gruppe
Die Winkelmann Group GmbH + Co. KG ist eine deutsche Unternehmensgruppe der Automobilzuliefererindustrie, sowie der Heizungs- und Warmwasserversorgungstechnik, mit Sitz in Ahlen, Westfalen und Produktionsstandorten in Deutschland, Polen, der Türkei und China.

## Hintergrund
1898 wurde das Unternehmen von Heinrich Winkelmann und Caspar Pannhoff als Winkelmann & Pannhoff GmbH in Ahlen gegründet. Es produzierte zunächst Rohteile für Pfannen und Töpfe, sowie Kaffee- und Milchkannen, Kehrschaufeln, Seifenbecken und Wasserkessel. 1961 wurden erstmals Autoteile hergestellt, es handelte sich um Blechteile für den Borgward Arabella. 1992 begann die Serienproduktion von Teilen aus Duroplast, 1994 wurde eine erste Auslandstochter in Polen gegründet.
2018 verfügt die Winkelmann-Gruppe weltweit ca. 4.100 Mitarbeiter, die jährlich 571 Mio. Euro Umsatz (Stand 2020) erwirtschaften. Zu der gehören weltweit eigenständige juristische Geschäftseinheiten, darunter auch Firmen in China, Mexiko, Polen, der Türkei und den Vereinigten Staaten.

## Geschäftsbereiche
Die Kernkompetenzen der Unternehmensgruppe Winkelmann werden in drei Geschäftsbereichen gebündelt:
- Im Geschäftsbereich Building + Industry, der mit mehreren Vertriebs- und Produktionsunternehmen am Markt agiert, werden emaillierte, indirekt beheizte Warmwasserspeicher/Warmwassersolarspeicher, Einbaudruckausgleichsgefäße für wandhängende Heizungsthermen sowie die unter den Marken "reflex" und "nema" geführten Druckausgleichsgefäße und -anlagen sowie Nachspeise-, Entlüftungs- und Entgasungssysteme an den Großhandel und fallweise an OEM's geliefert. Zum Produktsortiment gehören auch  "Heizungsverteiler" der Marke "Sinusverteiler" für Heizungszentralen sowie Kälteanlagen.
- Der Geschäftsbereich Automotive mit seinen verschiedenen Vertriebs- und Produktionsgesellschaften konzentriert sich auf die Entwicklung, die Fertigung und den Vertrieb von Motor- und Getriebebauteilen, die rotationssymmetrisch aus Stahl, Aluminium und Kunststoff geformt werden. Zum Produktspektrum zählen weiterhin Einspritzleitungen aus Edelstahl für Ottomotoren.  Neben dem Standort Ahlen produziert und vertreibt der Geschäftsbereich seine Produkte mit Tochtergesellschaften in Polen, China und der Türkei. Ein Produktionsstandort in Mexiko ist seit 2016 im Aufbau; die Serienproduktion soll dort 2018 beginnen.
- Der Geschäftsbereich Flowforming befasst sich in seinem Stammgeschäft mit der Entwicklung, der Fertigung und dem Vertrieb von rotationssymmetrischen Getriebekomponenten und Präzisionsrohren aus unterschiedlichen Stahlsorten und Nichteisen-Legierungen. In Folge der Kaltverfestigung, die durch spanlose Umformverfahren erreicht wird, werden Bauteile produziert, die Gewichtsvorteile aufweisen. Die Produkte finden Einsatz in der Fahrzeugindustrie, dem Maschinenbau, der Luft-, Raumfahrt- und Wehrtechnik. Weiterhin umfasst das Produktspektrum Antriebswellen für Triebwerke, hydraulische Zylinder für Fahrwerke und für Türen sowie Akkumulatoren, die ebenfalls in der Luft- und Raumfahrttechnik Verwendung finden. 2015 hat sich der Geschäftsbereich Flowforming durch den Erwerb der CNG Cylinders International LP in Kalifornien/USA als Hersteller von Behältern für komprimiertes Erdgas für Anwendungen in der Transport-Industrie erweitert.
- Der Geschäftsbereich Steel Services ist ein Dienstleister zur Versorgung der weiterverarbeitenden Industrie mit Stahlprodukten aus Flachstahl.